# Juego y aprendizaje
Los juegos y el aprendizaje es un campo  de investigación educativa que estudia lo que se aprende al jugar con videojuegos, y cómo los principios de diseño, los datos y las comunidades de juego de videojuego pueden desarrollar entornos de aprendizaje nuevo. Los videojuegos crean nuevos mundos sociales y culturales– mundos que ayudan a las personas a aprenden por integrando el  pensamiento, la interacción social, y la tecnología, todo al servicio de hacer las cosas que le preocupan. Los ordenadores y otras tecnologías han cambiado la manera de aprender del alumnado. La integración de los juegos a la educación tiene el potencial de crear maneras nuevas y más potentes para aprender en escuelas, comunidades y lugares de trabajo. Los investigadores del juego  estudian cómo los aspectos sociales y colaborativos del videojuego pueden crear nuevos tipos de comunidades de aprendizaje. Los investigadores también estudian cómo los datos generado por el juego se pueden utilizar para diseñar la próxima generación  de  evaluaciones de aprendizaje. Las características del juego son: manejo de lenguaje, desarrollo de habilidades cognitivas, roles, manejo de emociones, creatividad y resolución de problemas.  

## Juego como estrategia de enseñanza
Según Weinstein y Mayer, las estrategias de aprendizaje pueden ser definidas como conductas y pensamiento que un aprendiz utiliza durante el aprendizaje con la intención de influir en su proceso de codificación.
Dansereau y Nisbet las definen como secuencias integradas de procedimientos o actividades que se eligen con el propósito de facilitar la adquisición, almacenamiento y/o utilización de la información. Para Monereo, las estrategias de aprendizaje son procesos de toma de decisiones (conscientes e intencionales) en los cuales el alumno elige y recupera, de manera coordinada, los conocimientos que necesita para complementar una demanda u objetivo, dependiendo de las características de la situación en que se produce la acción. Otros autores la definen como actividades u operaciones mentales empleadas para facilitar la adquisición del conocimiento.

## Búsqueda
El mundo de los juegos y la investigación del aprendizaje estudia cómo las nuevas herramientas de medios de comunicación digitales cambian el tema de investigación educativa, de recordar y repetir información a ser capaz de encontrarla, evaluarla y utilizarla de manera convincente en el momento  y en el contexto correcto. La investigación sobre juegos y aprendizaje explora cómo los  juegos y comunidades de juego pueden conducir a habilidades educativas del sigli XXI,  como el pensamiento de orden superior, la capacidad de solucionar problemas complejos, pensar de forma independientemente, colaborar, comunicarse y aplicar herramientas digitales para recopilar información de manera eficaz.
La investigación llevada a cabo por Shaffer, D., Squire, K., Halverson, R., & Gee, J. P. De la Universidad de Wisconsin – Madison muestra los beneficios educativos y sociales de juegos digitales.  Los juegos no necesitan para ser específicamente orientados hacia la  educación para que sean herramientas educativas.  Los juegos pueden reunir formas de conocer, maneras de hacer, maneras de ser, y maneras de preocuparse.  Cuando John Dewey argumentó, las escuelas están construidas en una obsesión por los hechos. Los estudiantes  deben aprender haciendo, y con los juegos, el alumnado puede aprender haciendo algo como parte de una comunidad más grande de personas quiénes comparten maneras y objetivos comunes y formas de conseguir aquellos objetivos comunes, haciendo del juego un beneficio también por razones sociales. El juego también ha cambiado el aspecto del currículum basado en contenidos en las escuelas.  En los medios basados en contenido, las personas aprenden cuando le explican  y reflexionan sobre los que les están diciendo.  En los juegos, los diseñadores de juego crean entornos digitales y niveles de juego  que dan forma, facilitan e incluso enseñan la resolución problema.
Otro experimento investigó los efectos de utilizar el iPad como herramienta de aprendizaje en preescolares americano. Los resultados del experimento contrastaron en gran medida que el uso creciente de la tecnología por niños resulta perjudicial. En sus resultados, el uso del iPads, específicamente en la conclusión de las tareas de la aplicación dentro él, arrojó resultados positivos. La interacción entre compañeros, la participación y el aprendizaje fueron evidentes ya que la tarea se administró en un ambiente de aula, que requería que  los niños trabajaran juntos.
Los juegos también enseñan al alumnado que el fracaso es inevitable, pero no irrevocable. En la escuela, el fracaso es un gran problema .  En los juegos, los jugadores  pueden volver a empezar desde el último guardado.  Un fracaso de coste bajo asegura que los jugadores tomarán riesgos, exploran y probarán cosas nuevas.
Gran parte del debate sobre los juegos digitales para educación se basó en si los juegos son buenos para educación o no. Pero esta cuestión es demasiado simplista. El informe del Consejo de Búsqueda Nacional encima actividades de laboratorio y los simuladores deja claros que el diseño y no simplemente el medio de una actividad de aprendizaje físico o virtual determina su eficacia. Los juegos digitales son un medio  con ciertas ventajas y limitaciones, al igual que los laboratorios físicos y los simuladores virtuales son medios con ciertas ventajas y limitaciones.  Las simulaciones y los juegos digitales de hecho comparten muchas semejanzas a este sentido. A pesar de que  hay definiciones múltiples para juegos, las características claves que diferencian los juegos de simuladores implican la inclusión explícita de (a) reglas para comprometer el simulacro, (b) objetivos que los jugadores deben perseguir, y (c) medios para indicar a los jugadores el progreso hacia aquellos objetivos. Las características de juegos, adecuadamente diseñados, pueden proporcionar potentes posibilidades para la motivación y el aprendizaje.  Los estudios individuales han demostrado, por ejemplo, que los juegos bien diseñados pueden promover la comprensión conceptual y las habilidades de proceso, que pueden fomentar  una comprensión epistemológico más profunda de la naturaleza y los procesos a través de los cuales se desarrolla el  conocimiento científico y  pueden producir beneficios en la disposición y la capacidad para participar en discurso y prácticas científicos.
En su libro Lo que los videojuegos tienen que enseñarnos sobre el aprendizaje y la alfabetización, James Paul Gee habla sobre la aplicación y los principios del aprendizaje digital.  Gee se ha centrado en los principios de aprendizaje en videojuegos y cómo estos principios de aprendizaje pueden ser aplicados al aula K-12. Los videojuegos exitosos son buenos para jugadores desafiantes. Motivan jugadores a perseverar y enseñar a los jugadores cómo jugar. La teoría de aprendizaje del videojuego de Gee incluye su identificación de treinta y seis principios de aprendizaje, incluyendo: 1) Control Activo, 2) Principio de Diseño, 3) Principio Semiótico, 4) Ámbito Semiótico, 5) Meta-Pensamiento de nivel, 6) Principio de Moratoria Psicosocial, 7) Principio de Aprendizaje Comprometido 8) Principio de Identidad, 9) Principio de autoconocimiento, 10) Amplificación de Principio de Entrada, 11) Principio de Consecución, 12) Principio de Práctica, 13) Principio de Aprendizaje Actual, y 14) Principio de régimen de competencia y más.  Dentro de estos principios de aprendizaje Gee muestra el lector las varias maneras en qué juegos y el aprendizaje están enlazados y cómo cada principio apoya al aprendizaje a través del juego.  Un ejemplo  sería el Principio de aprendizaje  6: "Principio de Moratoria Psicosocial", donde Gee explica que en juegos, los estudiantes pueden tomar riesgos en un espacio donde se reducen las consecuencias mundo real.  Otro de los principios de Gee, n.º 8, muestra la importancia de juegos y que el aprendizaje  implica asumir y jugar con las identidades de tal manera que el estudiante tiene elecciones reales (en el desarrollo la identidad virtual) y una amplia oportunidad de mediar en la relación entre identidades nuevas y viejos.Hay un juego tripartito de identidades cuando los estudiantes relacionan, y reflejar sobre sus múltiples identidades del mundo real, una identidad virtual y una identidad proyectiva.
Scot Osterweil, director de investigación en el Instituto de Massachusetts del programa de Estudios de Medios de comunicación Comparativo de la tecnología declara que estos estándares y métodos de prueba no son propicios para enseñar los métodos que incorpora videojuegos. Los juegos sólo no harán escuelas más eficaces, no puede reemplazar profesores o servir como un recurso educativo que puede lograr un número infinito de estudiantes.  La extensión de la función de los juegos en el aprendizaje está aun por verse. Se necesita más investigación en esta área para  para determinar el impacto de juegos y aprendizaje.
Peter Gris, quién realizó una investigación sobre el   aprendizaje de la primera infancia, declara que el juego es puramente una actividad beneficiosa en niños pequeños. Declara que los niños son capaces de escoger cómo utilizar eficazmente su tiempo y que uso extenso de un medio particular de aprendizaje muestran que están tomando algo valioso de él. Continúa para declarar la importancia del ordenador en la edad moderna y que no utilizarla como una herramienta de aprendizaje es sencillamente una tontería. Los  Videojuegos han mostrado niveles positivos de mejora en áreas de función cognitiva. En su estudio "Mejora de la Capacidad Multitarea a través de Acción Videogames". Chiappe y los colegas determinaron que 50 horas de juego mejoró significativamente los resultados en una prueba de rendimiento modeladas según las habilidades utilizadas pilotando una aeronave. Aparte de este, las áreas de atención y vigilancia, así como los procesos visuales básicos han demostrado mejorar con el tiempo de videojuego.

## Aplicación
Las herramientas de aprendizaje digital tienen el potencial de ser personalizadas para adaptarse a cada una de las capacidades del alumnado y pueden involucrarlas en tareas interactivas y simular situaciones de vida real.  Los juegos pueden crear nuevos mundos sociales y culturales que no puede haber estado disponible a todo el mundo antiguamente.  Estos mundos pueden ayudar a las personas a aprenden por integrar pensamiento, interacción social, y tecnología, todo al servicio de hacer cosas que les preocupan.
Los videojuegos son importantes porque  dejan que las personas participen en y experimenten mundos nuevos. Permiten que los jugadores piensen, hablen y actúen de maneras nuevas.  De hecho, los jugadores habitan funciones que de otra manera sería inaccesible para ellos.  Un ejemplo de un juego donde los jugadores están aprendiendo mientras juegan sería El Sims, un juego de estrategia a tiempo real donde los jugadores necesitan tomar decisiones que altera la vida de sus personajes.  Pueden manipular el escenario para crear vidas digitales donde  pueden experimentar las luchas de la monoparentalidad o pobreza. Los jugadores en este juego no pueden modificar una decisión anterior para alterar el resultado, incluso si el resultado es desagradable.  El objetivo es para sobrevivir con lo mejor de sus capacidades.  El juego es complicado y difícil, al igual que sería vivir una vida real. Con respecto a una aproximación más tradicional de la educación, El Sims ha sido utilizado como plataforma para que los estudiantes aprendan una lengua y exploren la  historia mundial mientras desarrollan habilidades como la lectura, matemáticas, lógica y colaboración.
Si bien no todos los  investigadores están de acuerdo, algunos los estudios recientes han demostrado los efectos positivos de utilizar juegos para aprender. Un estudio llevado a cabo por profesor Traci Sitzmann en la Universidad de Oregón  entre 6,476 alumnado declara que el estudiante en el grupo de juego tuvo un 11 por ciento más altos en niveles de conocimiento factual, 14 por ciento habilidad más alta en niveles de conocimiento basado en habilidades, y 9 por ciento niveles de retención más alta que los estudiantes en el grupo de comparación". Algunos otros estudios agregados también muestran un aumento en aprender rendimiento gracias al uso de videojuegos.

## Controversia
Los críticos sugieren que las  lecciones que las personas aprenden de jugar a los videojuegos no son siempre deseables.  Douglas Gentil, profesor asociado  de psicología en la Universidad Estatal de Iowa, encontró que los niños quién repetidamente juegan a  videojuegos violentos están aprendiendo patrones de pensamiento que se quedarán con ellos e influirán en se comportamiento cuando  crecen mayores. Los investigadores de este estudio encontraron que con el tiempo los niños empezaron a pensar más agresivamente, y cuándo se los provocaba en casa, escuela o en otras situaciones, los niños reaccionaron mucho, igual que hicieron cuando estaban jugando a un videojuego violento.  Pero incluso los críticos más duros están de acuerdo que las personas pueden aprender algo de jugar a videojuegos.  Mientras la investigación sobre los impactos conductistas y cognitivos de los videojuegos con violencia han mostrado resultados mixtos, así como juegos con pequeños o ninguna violencia han  demostrado resultados prometedores. Elizabeth Zelinski, un profesor de gerontología y psicología en la Universidad de California Del sur declara que algunos juegos digitales han mostrados mejorar la función del cerebro, mientras otros tienen el potenciales de invertir la pérdida cognitiva asociada con envejecer. Algunos juegos requieren que los jugadores tomen decisiones que varían desde decisiones sencillas a bastante complejas para impulsar su progreso.
Algunos investigadores cuestionan si una mayor dependencia de los videojuegos es lo mejor para los intereses de los estudiantes, indicando que hay pocas pruebas que indiquen que el juego hábil se traduzca a puntuaciones de prueba mejor o desarrollo cognitivo más amplio.  Emma Blakey señala que muy pocos estudios han examinado si los videojuegos mejoran el rendimiento de aula y  académico.
Debido a que las escuelas están trabajando para cumplir con los  Estándares Estatales comunes, los cuales dictan lo que los estudiantes tendrían que ser capaces de cumplir en inglés y matemáticas al final de cada grado (utilizando testaje estandarizado como manera de seguir el progreso de un estudiante), el  uso de juego para aprender deviene obsoleto.